# Shabelskoye
Shabelskoye (del ruso: Шабельское) es un seló del raión de Shcherbínovski del krai de Krasnodar, en Rusia. Está situado en la costa del golfo de Taganrog del mar de Azov, junto a la punta Sazalnikskaya y el lago salado Dolgoye, 28 km al nordeste de Staroshcherbínovskaya y 205 km al norte de Krasnodar, la capital del krai. Tenía 2 449 habitantes en 2010.
Es cabeza del municipio Shabelskoye, al que pertenece asimismo Molchanovka.

## Historia
La localidad fue fundada en 1783 como Sazalnik y más tarde como Nikoláyevka, pasando en 1811 a la denominación actual. Es una de los primeros asentamientos rusos en la región. 

## Lugares de interés
Junto a la localidad se halla la punta Sazalnikskaya y sus playas y el lago salado Dolgoye. Son de destacar el faro de Sazalnik y el memorial a los caídos en defensa de la patria.